# Vejen
Vejen anhörenⓘ [ˈʋɑjˀən] ist ein Ort im südwestlichen Jütland (Dänemark). Er ist Verwaltungssitz der Kommune Vejen (42.702 Einwohner, Stand 1. Januar 2025).
Die historische Handels- und Reiseverbindung Ochsenweg führt durch den Ort. Vejen liegt nördlich der Königsau und war so von 1864 bis 1920 dänischer Grenzort. Mit dem Bau der Eisenbahn 1874 nahm Vejen seinen eigentlichen Aufschwung.

## Vejens Kunstmuseum

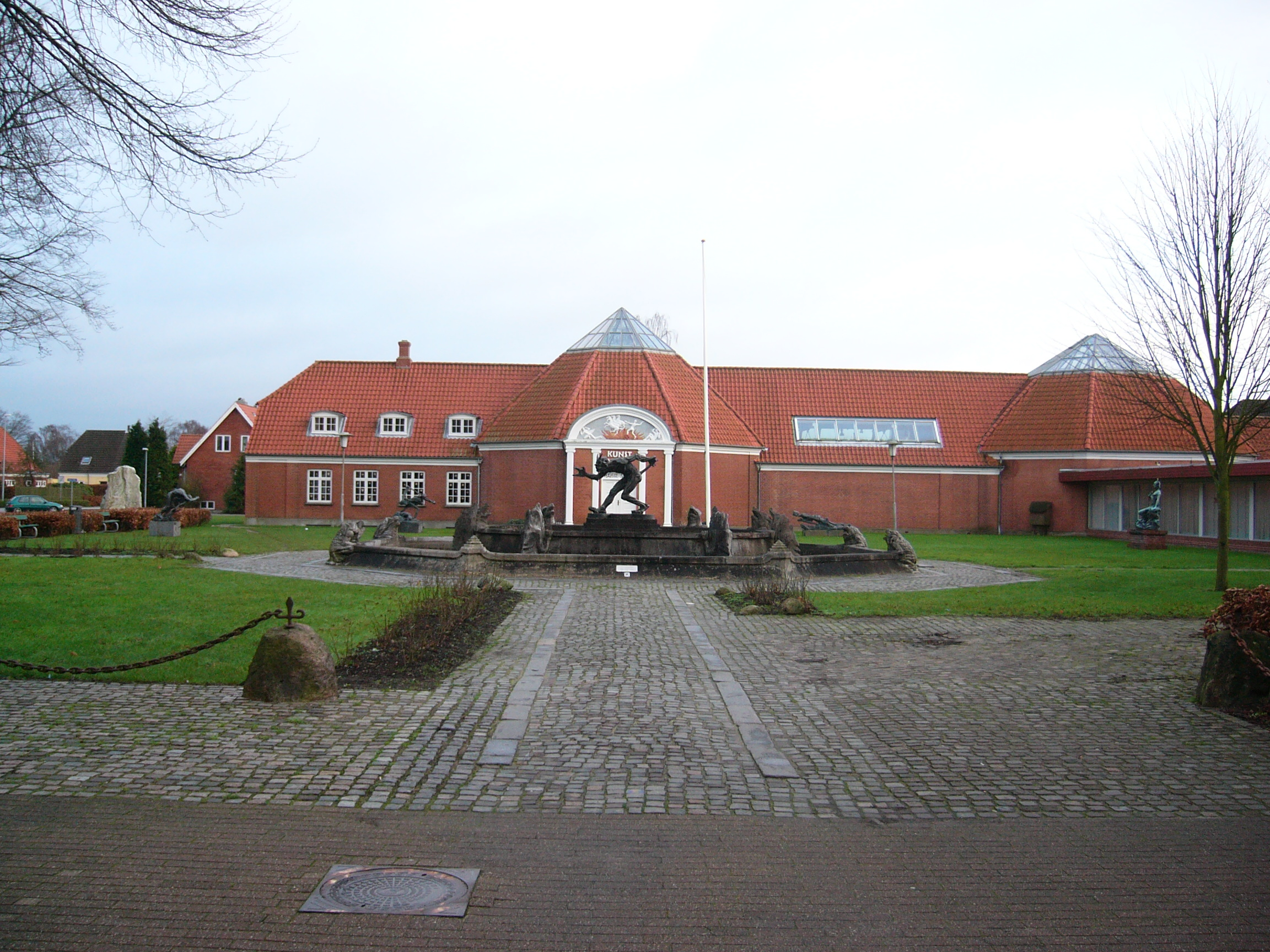
Kunstmuseum Vejen mit der Skulptur Troll, der Christenfleisch wittert von Niels Hansen Jacobsen

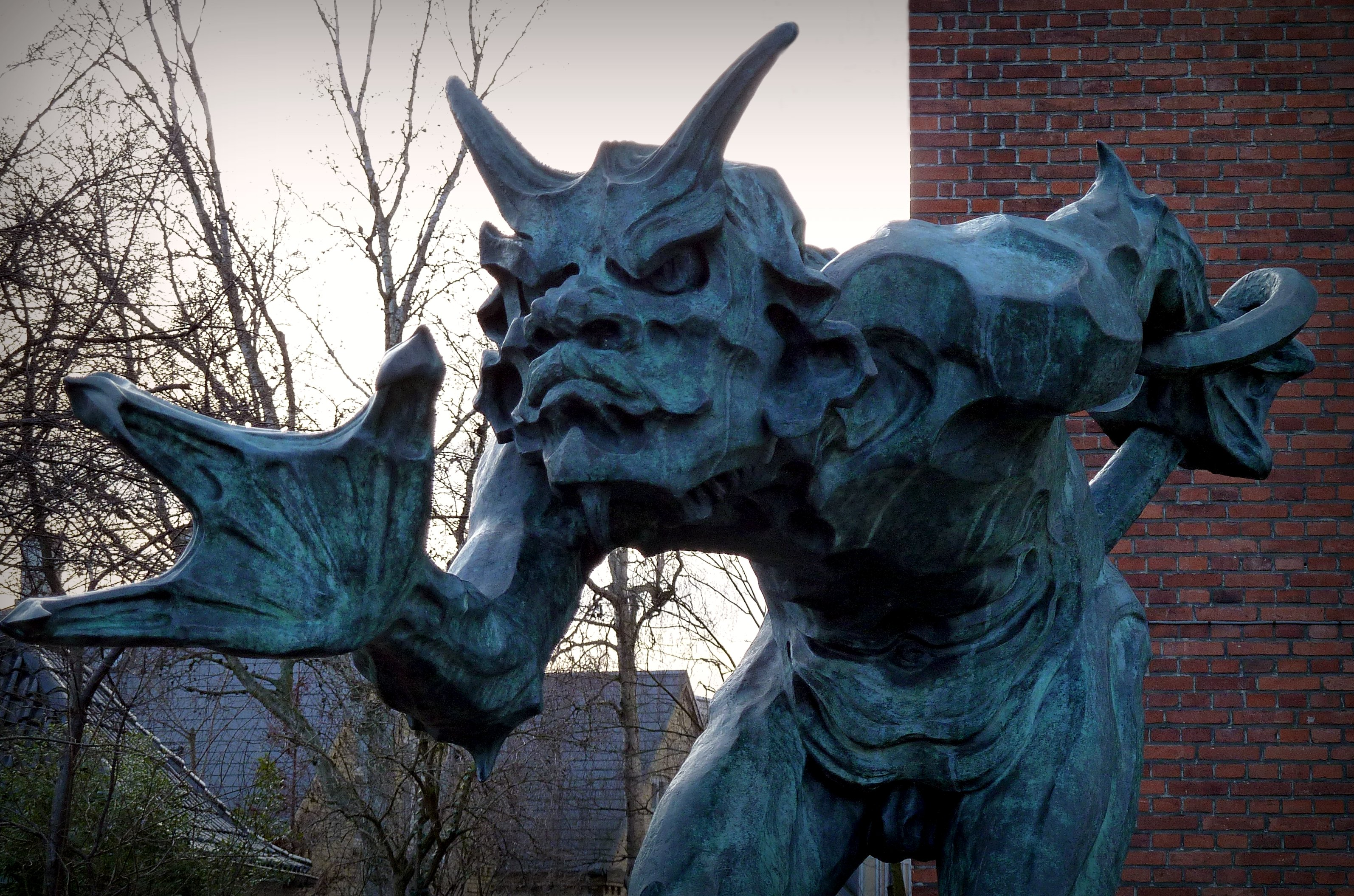
Detail der Kopie in Valby

Vejens Kunstmuseum besitzt eine Gemäldesammlung mit Werken von L.A. Ring, Vilhelm Hammershøi, Sigurd Swane, Olaf Rude, Jens Søndergaard, Asger Jorn und anderen. Den Schwerpunkt bildet jedoch das Werk des Bildhauers Niels Hansen Jacobsen. Von ihm sind weitere Skulpturen im öffentlichen Raum aufgestellt: Den Springbrunnen vor dem Museum ziert seine Bronzeskulptur Trold, der vejrer Kristenblod (dt. „Troll, der Christenblut wittert“) von 1896. Die Kopie wurde 1923 in Vejen aufgestellt und bildet seitdem das Wahrzeichen des Städtchens; das Original steht im Garten der Ny Carlsberg Glyptotek in Kopenhagen; am ursprünglichen Standort vor der Jesuskirche in Kopenhagen-Valby wurde 2002 eine zweite Kopie aufgestellt.

## Weitere Sehenswürdigkeiten
13 km nördlich die Grabhügel Klebæk Høje mit großer Steinsetzung sowie etwas südlich davon ein Runenstein vor der Kirche in Bække. Auch an der Kirche von Læborg (6 km nördlich von Vejen) ist ein Runenstein aufgestellt.

## Partnerstädte
Bis Oktober 2010 bestanden Städtepartnerschaften mit den deutschen Städten Wedel und Garbsen sowie Brodnica in Polen, die aber von Vejen infolge der dänischen Kommunalreform beendet wurden.

## Persönlichkeiten

### Söhne und Töchter des Orts
- Ingrid Vang Nyman (1916–1959), Buchillustratorin

### Personen, die im Ort gewirkt haben
- Niels Hansen Jacobsen (1861–1941), Bildhauer[3]